# Držkovce
Držkovce (allemand : Derschkowitz bei Eltsch,  hongrois : Deresk) est un village de Slovaquie situé dans la région de Banská Bystrica.

## Histoire
La première mention écrite du village date de 1243.
La localité fut annexée par la Hongrie après le premier arbitrage de Vienne le 2 novembre 1938. En 1938, on comptait 759 habitants dont 11 d'origine juive. Elle faisait partie du district de Tornaľa (hongrois : Tornaljai járás). Le nom de la localité avant la Seconde Guerre mondiale était Držkovce/Deresk. Durant la période 1938 - 1945, le nom hongrois Deresk était d'usage. À la libération, la commune a été réintégrée dans la Tchécoslovaquie reconstituée.

## Démographie

### Évolution de la population
| Année:               | 1994. | 2004.    | 2014.    | 2024.   |
| -------------------- | ----- | -------- | -------- | ------- |
| Nombre de personnes: | 462   | 511      | 572      | 569     |
| Différence:          |       | +10,60 % | +11,93 % | -0,52 % |

| Année:               | 2023. | 2024.   |
| -------------------- | ----- | ------- |
| Nombre de personnes: | 564   | 569     |
| Différence:          |       | +0,88 % |